# Humo's Prijs van de Kijker
Humo's Prijs van de Kijker is een jaarlijkse stemronde voor het beste televisieprogramma op de Vlaamse zenders, georganiseerd door het weekblad Humo. De stemronde wordt al georganiseerd sinds 1964, al zijn er jaren waarin de wedstrijd niet gehouden werd. Sinds 1984 is het echter een vaste jaarlijkse traditie geworden in het blad. Deze prijs kan worden gezien als het Vlaamse equivalent van de Gouden Televizier-Ring, die in Nederland jaarlijks wordt uitgereikt aan het beste programma op de Nederlandse zenders en georganiseerd wordt door het weekblad Televizier.

## Inhoud
Elk kwartaal van het jaar drukt Humo een lijst af met alle televisieprogramma's die er de afgelopen drie maanden op de Vlaamse zenders te zien waren. Lezers kunnen een top 3 maken van hun favoriete tv-programma's en deze dan opsturen. Ook kunnen ze een prijs winnen met een schiftingsvraag die net als hun Pop Poll een schattingsvraag is die meestal verband houdt met "hoelang" of "hoe veel" een bepaalde BV een bepaalde activiteit kan uitvoeren.
Er worden driemaandelijks in totaal 4 "Prijs van de Kijkers" gestemd en op het einde van het jaar worden de resultaten van deze vier kwartaaluitslagen opgeteld. Het tv-programma dat dan wint wordt winnaar van "Humo's Prijs van de Kijker".

## Over de winnaars
Het grote aanbod buitenlandse series dat won tijdens de jaren 60 en 70 en de zevenvoudige overwinning van "Panorama" tijdens de jaren 80 hebben vooral te maken met het feit dat de BRT tot 1989 het monopolie had in Vlaanderen. Hun programma's waren over het algemeen allemaal bijzonder ernstig of waren door laag budget geteisterde producties. Pas vanaf de jaren 90 wonnen meer humoristische programma's van eigen bodem. 
De Berend Boudewijn Kwis is het enige Nederlandse programma dat ooit Humo's Prijs van de Kijker won. Sinds 1984 hebben uitsluitend Vlaamse programma's gewonnen en dan nog uitsluitend van de BRT/VRT.

## De winnaars
- 1964-1965: Bonanza
- 1966 : Bonanza
- 1967-1968 : The Fugitive
- 1969 : High Chaparall
- 1970 : niet gehouden.
- 1971 : Wij, Heren van Zichem
- 1972 : De Speelvogels (de Nederlandse naam voor de reeks The Persuaders)
- 1973 : Dubbeldekkers  (de Nederlandse naam voor de reeks On The Buses)
- 1974 : De Berend Boudewijn Kwis
- 1975 : niet gehouden
- 1976-1977 : Rich Man, Poor Man
- 1978 - 1983: niet gehouden
- 1984 : Panorama
- 1985 : Panorama
- 1986 : Panorama
- 1987 : Panorama
- 1988 : Panorama
- 1989 : Panorama
- 1990 : Panorama
- 1991 : Het huis van wantrouwen
- 1992 : Het huis van wantrouwen
- 1993 : Morgen Maandag
- 1994 : Onvoorziene Omstandigheden
- 1995 : Onvoorziene Omstandigheden
- 1996 : Schalkse Ruiters
- 1997 : Schalkse Ruiters
- 1998 : De XII werken van Vanoudenhoven
- 1999 : Alles kan beter
- 2000 : De Mol
- 2001 : Mannen op de Rand van een Zenuwinzinking
- 2002 : Flikken
- 2003 : De Mol
- 2004 : Het eiland
- 2005 : Het eiland
- 2006 : De Parelvissers
- 2007 : De Pappenheimers
- 2008 : De Slimste Mens ter Wereld
- 2009 : De Slimste Mens ter Wereld
- 2010 : Van vlees en bloed
- 2011 : De Allerslimste Mens ter Wereld
- 2012 : Basta
- 2013 : De Ideale Wereld
- 2014 : Eigen kweek
- 2015 : De Slimste Mens ter Wereld
- 2016 : Callboys
- 2017 : De Mol
- 2018 : De Mol
- 2019 : Down the road
- 2020 : Down the road
- 2021 : De Mol
- 2022 : De Mol
- 2023 : Boris